# María Katzarava
María Katzarava (Ciudad de México, 1984) es una cantante de ópera mexicana, quien ha conseguido fama internacionalmente ganando el primer lugar en la competencia Operalia en Canadá en las categorías de ópera y zarzuela. Antes de esto atrajo la atención del tenor mexicano Ramón Vargas quien la ayudó a obtener una beca y ganó la competencia nacional Carlo Morelli en 2005 consiguiendo su debut en el Palacio de Bellas Artes. Desde que ganó la competencia Operalia, Katzarava se ha presentado en Europa, en Asia y en América. En 2015 estudiaba con la soprano Mirella Freni.

## Vida
Nacida y criada en la Ciudad de México, el nombre completo de Katzarava es María Alejandra Katzarava Hernández. Nacida en una familia especializada en la música, descendiente del barítono italiano Mattia Battistini así como del famoso cantante mexicano Jorge Negrete, es hija de violinistas profesionales. Su padre, Archil Katzarava es originario de Georgia y su madre, Velia Hernández, es mexicana. Cuando estaba embarazada de María, Velia asistía a todos los conciertos de la Orquesta Sinfónica Nacional, en donde era violinista junto con su esposo.
A la edad de tres años, su papá comenzó a enseñarle a tocar el violín y después comenzó a aprender a tocar el piano junto con su hermana mayor Lela. A los ocho años tuvo su primer concierto como violinista de la Orquesta Juvenil de la Escuela nacional de Música. Katzarava continuó estudiado violín durante 20 años, pero en 2013 dejó este instrumento por su carrera de cantante, tocando solo para su propio placer. Continúa tocando el piano como parte de su práctica como cantante.
En su niñez y adolescencia no tuvo muchos amigos, ya que como estudiante de violín y del Liceo Franco Mexicano, la escuela absorbía todo su tiempo. Katzarava afirma que esto la preparó para la vida. Katzarava dice que ha estado segura de sí misma desde que era una niña y que nunca piensa en el fracaso cuando está en el escenario. Aprendió a superar el pánico escénico cuando en su primer ensayo empezó a ver el escenario como una fiesta.
A pesar del tiempo que dedicó a la música en su niñez, María quería ser médico, y comenzó a prepararse para estudiar esa carrera en la preparatoria, pero eso cambió cuando comenzó a estudiar canto. Siempre le gustó cantar cuando era niña, uno de sus ídolos era la cantante Ana Torroja. Su interés en el canto inició al ver su primera ópera La bohème, a los 12, después de la cual pidió a su madre ir a clases de canto. Sin embargo, tuvo que esperar tres años para que su voz madurara y a los 15 años comenzó a estudiar bajo la tutela de la soprano veracruzana Rosario Andrade. María mantuvo su interés en la ópera debido a que sentía que no podía expresarse lo suficiente con el violín. También estaba intrigada por el desarrollo de su propia voz, pero la ópera siguió llamando su atención porque además de cantar, podía actuar. Cuando cantó su primer aria, se enamoró de la "gimnasia" de esta misma. A los 17 comenzó a estudiar con Maritza Alemán en la Escuela Superior de Música y más tarde con el barítono Gabriel Mijares y el maestro estadounidense James Demster.
Sus padres han apoyado su carrera, la cual ha realizado fuera de México desde el 2008, incluso viviendo una amplia temporada en Barcelona, España, para luego volver a México en 2019.
Katzarava pasa la mayor parte de su vida viajando, y su carrera le permite visitar muchos países y por ende aprender constantemente de diferentes culturas . Además del español, ella habla georgiano, inglés, francés, italiano y ruso. Aunque sus estudios nunca paran, cuando no está en producción o frente a algún compromiso cercano,  le gusta viajar a lugares nuevos, ir al teatro, ver a sus amistades, visitar a su familia en Georgia y México, y pasar tiempo en casa para disfrutar de la oferta cultural que tiene Barcelona. También le gusta acampar, nadar, ir al gimnasio e ir en bicicleta por las montañas.
Su nombre artístico originalmente fue María Alejandres, pero regresó a su apellido original en 2014.

## Carrera
El primer gran reconocimiento a su talento se llamó Revelación Juvenil en la Competencia Nacional de Canto de Carlo Morelli en 2002. En 2004 debutó en la ópera La Serva Padrona con la Orquesta Sinfónica de Chihuahua y con la Orquesta de Cámara en Oaxaca. En el mismo año, se posicionó en primer lugar en la competencia Maritza Alemán y fue finalista en la competencia internacional Francisco Viñas.
Otro acontecimiento importante vino en 2004, cuando se le concedió una audición organizada por la revista Pro Ópera. Esta vez su voz impresionó al tenor Ramón Vargas no solo para otorgarle una beca, sino que también se ofreció para ser su mentor.
En 2005 Katzarava volvió a la competencia Carlo Morelli, la competencia más importante en México. Esta vez obtuvo el primer lugar, que le dio la oportunidad de tener un debut en el Palacio de Bellas Artes en la Ciudad de México a los 21 años, haciendo el papel de Stephano en "Romeo y Julieta" que estableció artistas como Anna Netrebko y Rolando Villazón. Después volvió al Palacio de Bellas Artes para la celebración de su 80 aniversario.
Su primer acontecimiento internacional importante vino en 2007, cuando Plácido Domingo la escuchó en una gala en Acapulco y la invitó a una audición en Los Ángeles. En 2008 ella aceptó estar como residente en el Programa de Jóvenes Artistas Domingo-Thorton en la ópera de Los Ángeles, para estudiar y trabajar con Gabriel Mijares y Luisa Besrokova.
Esto fue seguido de su participación en 2008 en la competencia Operalia en Canadá, en donde ganó el primer lugar en las categorías ópera y zarzuela, compitiendo con otros 1000 participantes de 200 países. Se convirtió en la tercera mexicana en ganar esta competencia junto con el tenor Rolando Villazón y Arturo Chacón Cruz, lo que le trajo atención y posición internacional.
Otros premios que Katzarava ha obtenido incluyen el premio Carlo Bergonzi, la competencia internacional Francisco Viñas y el Oscar Della Lírica en la Arena di Verona en el 2002, y fue nombrada la mejor artista en los Premios Miami Life.
Katzarava se ha presentado en Europa, Asia y en América. En 2009 debutó en Europa actuando el rol de Julieta en Francia. Desde que Katzarava ha actuado en diferentes recintos italianos como Teatro dell´Opera di Roma, el Teatro Genoa y es una de las pocas cantantes mexicanas que han aparecido en la Scala de Milan. Ella ha actuado en la Royal Opera House en Londres y en 2013 en el Teatro Alla Scala Tournée in Rigoletto´s opera de Giuseppe Verdi. Hizo su debut en el Teatro Manzoni, bologna bajo la batuta de Michele Mariotti cantando "Vier letzte Lieder" en donde tuvo gran éxito. Katzarava frecuentemente actúa en su natal México y afirma que necesita venir con regularidad. En México ha participado con la Orquesta Sinfónica de Minería en Morelia, en el Palacio de Bellas Artes, en la Universidad Nacional Autónoma de México, en el Festival Cultural de Zacatecas y ha aparecido en el Festival Internacional Cervantino en varias ocasiones desde el 2007.
Más tarde, María Katzarava cantó su primer Violetta en su carrera en el Grand Théâtre de Ginebra en 2013, en donde obtuvo reconocimiento de la crítica. En la primavera de 2013 volvió al Florida Grand Ópera para su producción de "La Traviata". Durante la temporada 2012-2013 Katzarava también hizo su debut en el teatro Petruzzelli en Bari como Isabela en la pieza La Muette de Portici de Daniele Auber que rara vez se presenta. En julio de 2013 debutó en el Teatro Lírico de Cagliari cantando su primer Suzel en "L´Amico Fritz" de Mascagni. También se unió al Teatro de la Scala en su gira por Japón en donde cantó Gilda en "Rigoletto" de Verdi.
Sus compromisos de la temporada 2013-2014 incluían debuts en papeles como Nedda en "Pagliacci" de Leoncavallo en la Fondazione Sinfónica Petruzzelli en Bari, la ópera Manon Massenet´s en Bellas Artes, y un gran debut en "Turandot" de Puccini en el Teatro Lírico de Cagliari y una extraordinaria Mimì en "La Bohéme" de Puccini.
El 22 de febrero de 2022 se presentó junto con la pianista Argentina Durán en el Millenium Amphitheatre la Expo 2020 Dubái como parte del programa cultural del pabellón de México.

## Arte
Katzarava también ha hecho apariciones como solista, acompañada por pianistas, en óperas y acompañada de sinfonías y orquestas de cámara como Los Angeles Opera company, Orquesta del Teatro Comunale de Bolonia, Sinfónica del Teatro Petruzzelli y la orquesta del Teatro de Bellas Artes, junto con otras. Ha participado con otros cantantes como el tenor Francisco Araiza. Actualmente canta con Ramón Vargas, Plácido Domingo, Andrea Bocelli, Rolando Villazón, Piotr Beczala y Leonardo Capalbo y otros artistas. Ella dice que su modelo a seguir es la soprano Mirella Freni.
En su opinión, gracias a que la ópera compite con muchas otras formas de entretenimiento, los cantantes deben romper el estereotipo, y por esta razón ella trabaja para mantener su figura para verse como una artista más atractiva. Durante la competición de Opera en Canadá, la ópera de Canadá, mencionó esto acerca de su actuación

Some contestants stood out right from the quarter finals, such as the young Mexican soprano Maria Katzarava, whose flawless voice was matched by perfect stage presence, musicality and grace.

## Otras actividades
María Katzarava ha incursionado en nuevos ámbitos relacionados con el arte.
En 2020 se convirtió en la primera Directora Artística de la iniciativa Mexicana de Arte y, por consiguiente, de la revista homónima donde debutó como columnista en mayo de ese mismo año. En conjunto con la iniciativa presentó el concierto Revelación: Las nuevas voces mexicanas y un concurso en homenaje a Jorge Negrete. Al inicio de la pandemia por COVID-19 la soprano dio lugar al Katzarava's Voice Festival, evento que premió a 22 cantantes de México e Italia.
Actualmente es la directora del Estudio y la Ópera de Bellas Artes.